# Antrophyum semicostatum
Antrophyum semicostatum là một loài dương xỉ trong họ Pteridaceae. Loài này được Blume mô tả khoa học đầu tiên năm 1828.